# Habitatge al carrer Entrevessat, 13 (Vilamitjana)
L'Habitatge al carrer Entrevessat, 13 és un edifici de Tremp (Pallars Jussà) protegit com a Bé Cultural d'Interès Local.

## Descripció
Es tracta d'un edifici cantoner que consta d'un cos construït de planta baixa, dos pisos i golfes i d'una era annexa a la banda dreta. La façana presenta les obertures ordenades en eixos verticals. Destaca sobretot la portalada de mig punt amb dovelles de pedra. A la clau es pot llegir la data de 1693. Dels pisos superiors sobresurt el balcó amb volada d'obra i perfil bisellat. La barana mostra una franja central de volutes confrontades que incorpora la data de 1888.